# Malachi Martin
Malachi Brendan Martin (em irlandês: Maolsheachlann Breandán Ó Máirtín; 23 de julho de 1921 – 27 de julho de 1999), também conhecido pelo pseudónimo Michael Serafian, foi um padre católico irlandês e escritor da Igreja Católica. Originalmente ordenado padre jesuíta, se tornou professor de Paleontologia no Pontifício Instituto Bíblico do Vaticano. A partir de 1958, Martin também atuou como consultor teológico do Cardeal Agostinho Bea durante os preparativos para o Concílio Vaticano II.
Desiludido pelas reformas na Igreja e com a Ordem Jesuíta, em 1964, obteve do papa Paulo VI a dispensa dos votos de pobreza e de obediência à Companhia de Jesus mas manteve o voto de castidade, tornando-se sacerdote leigo. Em 1965 mudou-se para Nova York onde inicialmente trabalhou como lavador de pratos e taxista, mais tarde tornou-se escritor em tempo integral e cidadão norte-americano.
Seus 17 romances e livros de não-ficção foram frequentemente críticos a Igreja Católica, a qual acreditava que havia falhado em agir a respeito do Terceiro segredo de Fátima, revelado pela Virgem Maria em Fátima. Entre suas obras mais significativas estão The Scribal Character Of The Dead Sea Scrolls (1958) e Hostage To The Devil (1976), que tratam de satanismo, possessão demoníaca e exorcismo, e The Final Conclave (1978) que é um alerta contra espiões soviéticos no Vaticano.

### Livros
- The Scribal Character of the Dead Sea Scrolls, Vol. 1, Bibliothèque du Muséon 44, Publications Universitaires, Louvain, 1958
- The Scribal Character of the Dead Sea Scrolls, Vol. 2, Bibliothèque du Muséon 45, Publications Universitaires, Louvain, 1958
- The Pilgrim: Pope Paul VI, The Council and The Church in a time of decision, Farrar, Straus, New York, 1964 (written under the pseudonym of Michael Serafian)
- The Encounter: Religion in Crisis, Farrar, Straus and Giroux, New York, 1969 ISBN 0-374-14816-3 (in collaboration with Henry Allen Moe)
- Three Popes and the Cardinal: The Church of Pius, John and Paul in its Encounter with Human History, Farrar, Straus and Giroux, New York, 1972 ISBN 0-374-27675-7
- Jesus Now, E. P. Dutton, New York, 1973 ISBN 0-525-13675-4
- Hostage to the Devil: The Possession and Exorcism of Five Living Americans, 1st edition, Readers Digest, New York, 1976 ISBN 0-06-065337-X; 2nd edition with a new preface by the author, HarperSanFrancisco, San Francisco, 1992 ISBN 0-06-065337-X
- The Final Conclave, Stein and Day Publishers, New York, 1978 ISBN 0-8128-2434-2
- King of Kings: a Novel of the Life of David, Simon and Schuster, New York, 1980 ISBN 0-671-24707-7
- The Decline and Fall of the Roman Church, G. P. Putnam's Sons, New York, 1981 ISBN 0-399-12665-1
- The New Castle: Reaching for the Ultimate, E.P. Dutton, New York, 1984 ISBN 0-525-16553-3
- Rich Church, Poor Church: The Catholic Church and its Money, G. P. Putnam's Sons, New York, 1984 ISBN 0-399-12906-5
- There is Still Love: Five Parables of God's Love That Will Change Your Life, Macmillan, New York, 1984 ISBN 0-02-580440-5
- Vatican: A Novel, Harper & Row, New York, 1986 ISBN 0-06-015478-0
- The Marian Year of His Holiness, Pope John Paul II, Saint Paul, Remnant Press, 1987
- The Jesuits: The Society of Jesus and the Betrayal of the Roman Catholic Church, Simon & Schuster, New York, 1987 ISBN 0-671-54505-1
- God's Chosen People: The Relationship between Christian and Jews, Remnant Press, Saint Paul, 1988
- Apostasy Within: The Demonic in the (Catholic) American Church, Christopher Publishing House, Hanover, 1989 ISBN 0-8158-0447-4 (in collaboration with Paul Trinchard S.T.D.)
- The Keys of This Blood: The Struggle for World Dominion between Pope John Paul II, Mikhail Gorbachev, and the Capitalist West, Simon and Schuster, New York, 1990 ISBN 0-671-69174-0
- The Thunder of Justice: The Warning, the Miracle, the Chastisement, the Era of Peace, MaxKol Communications, Sterling, 1993 ISBN 0-9634307-0-X (in collaboration with Ted Flynn and Maureen Flynn)
- Windswept House: A Vatican Novel, Doubleday, New York, 1996 ISBN 0-385-48408-9
- In the Murky Waters of Vatican II, MAETA, Metairie, 1997 ISBN 1-889168-06-8 (in collaboration with Atila Sinke Guimarães)
- Fatima Priest: The Story of Father Nicolas Grüner, Gods Counsel Publishing, Pound Ridge, 1997 ISBN 0-9663046-2-4 (in collaboration with Francis Alban and Christopher A. Ferrara)

### Artigos
- Revision and reclassification of the Proto-Byblian signs, in Acta Orientalia, No. 31, 1962
- The Balu'a Stele: A New Transcription with Paleographic and Historical Notes, Annual of the Department of Antiquities of Jordan, 1964, 8–9 (in collaboration with Ward William)
- The Dialogue is Over, in Worldview Magazine, Vol. 17 No. 1 Jewish Christian Ceasefire, Council on Religion and International Affairs, New York, January 1974 OCLC 5856776 (in collaboration with James A. Rudin and David R. Hunter)
- The Scientist as Shaman, in Harper's Magazine, Vol. 244 No. 1462, March 1972
- Death at Sunset, in National Review, November 22, 1974
- The Scientist as Shaman, in Clarke, Robin, Notes for the future: an alternative history of the past decade, Universe Books, New York, 1975 ISBN 0-87663-929-5
- On Toying with Desecration, in National Review, October 10, 1975
- On Human Love, in National Review, September 2, 1977
- Test-Tube Morality, in National Review, October 13, 1978
- Footsteps of Abraham, in The New York Times, March 13, 1983